# Академія Клерфонтен

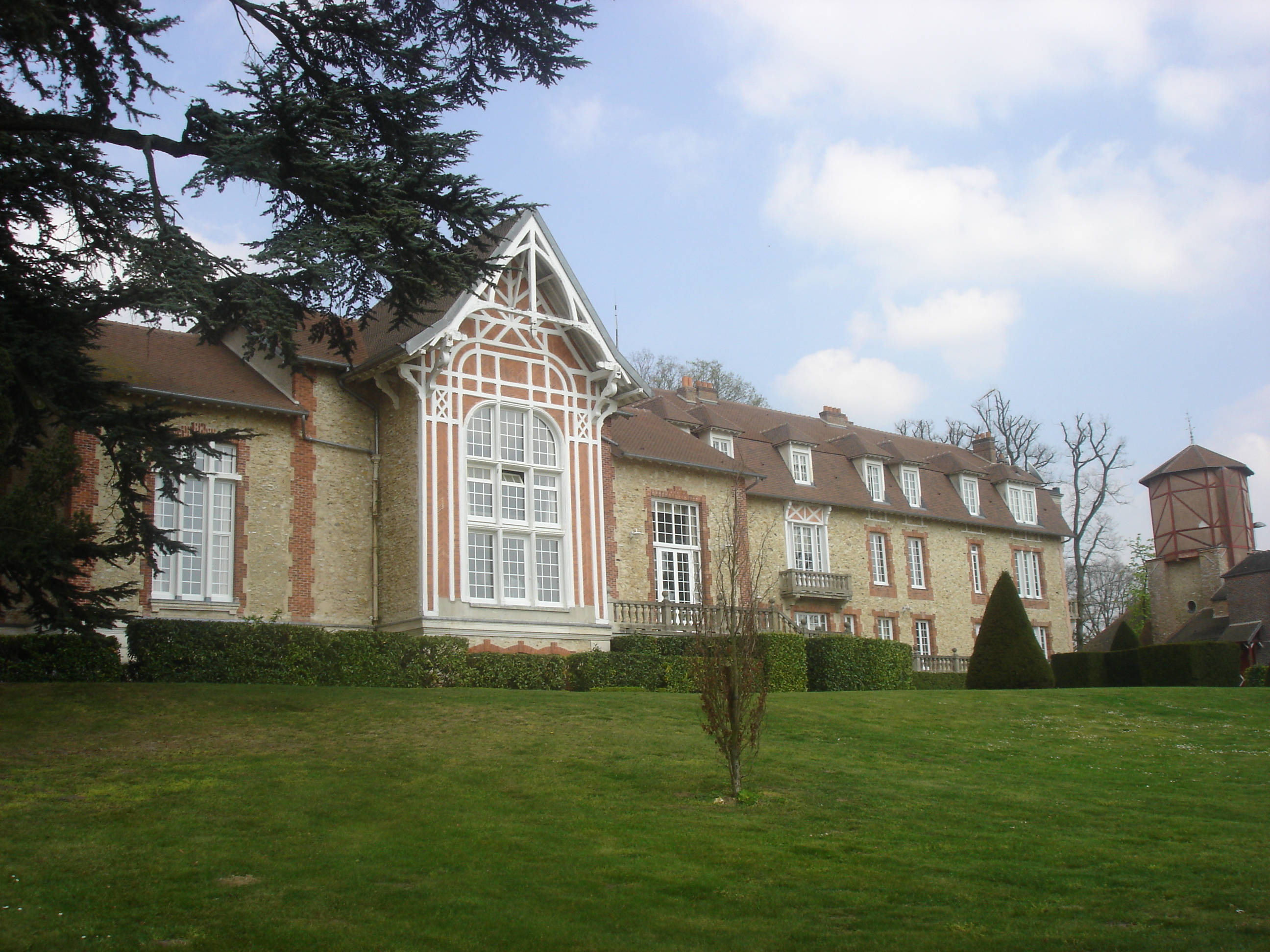
Футбольна академія Клерфонтен

Національний інститут футболу Клерфонтен (фр. L'institut national du football de Clairefontaine), офіційно — Національний технічний центр Фернана Састре (фр. Centre technique national Fernand-Sastre) — національна футбольна академія, яка спеціалізується на навчанні французьких футболістів. Академія є одним з дванадцяти елітних академій, розташованих по всій Франції, що контролюється з боку Федерації футболу Франції. У червні 1998 року отримала ім'я напередодні померлого Фернана Састра, президента Федерації футболу Франції у 1972-1984 роках.
Академія Клерфонтен відкрита 1988 року і в 50 км на північний захід від Парижа в містечку Клерфонтен-ан-Івлін і є однією з найвідоміших футбольних академій у світі. Вона має високу репутацію як школа, що випускає одних із найбільш обдарованих французьких гравців, зокрема Ніколя Анелька, Луї Саа, Вільям Галлас, Хатем Бен Арфа, Абу Діабі, Себастьєн Бассонг, Мехді Бенатія і найкращого бомбардира збірної Франції Тьєррі Анрі.

## Галерея

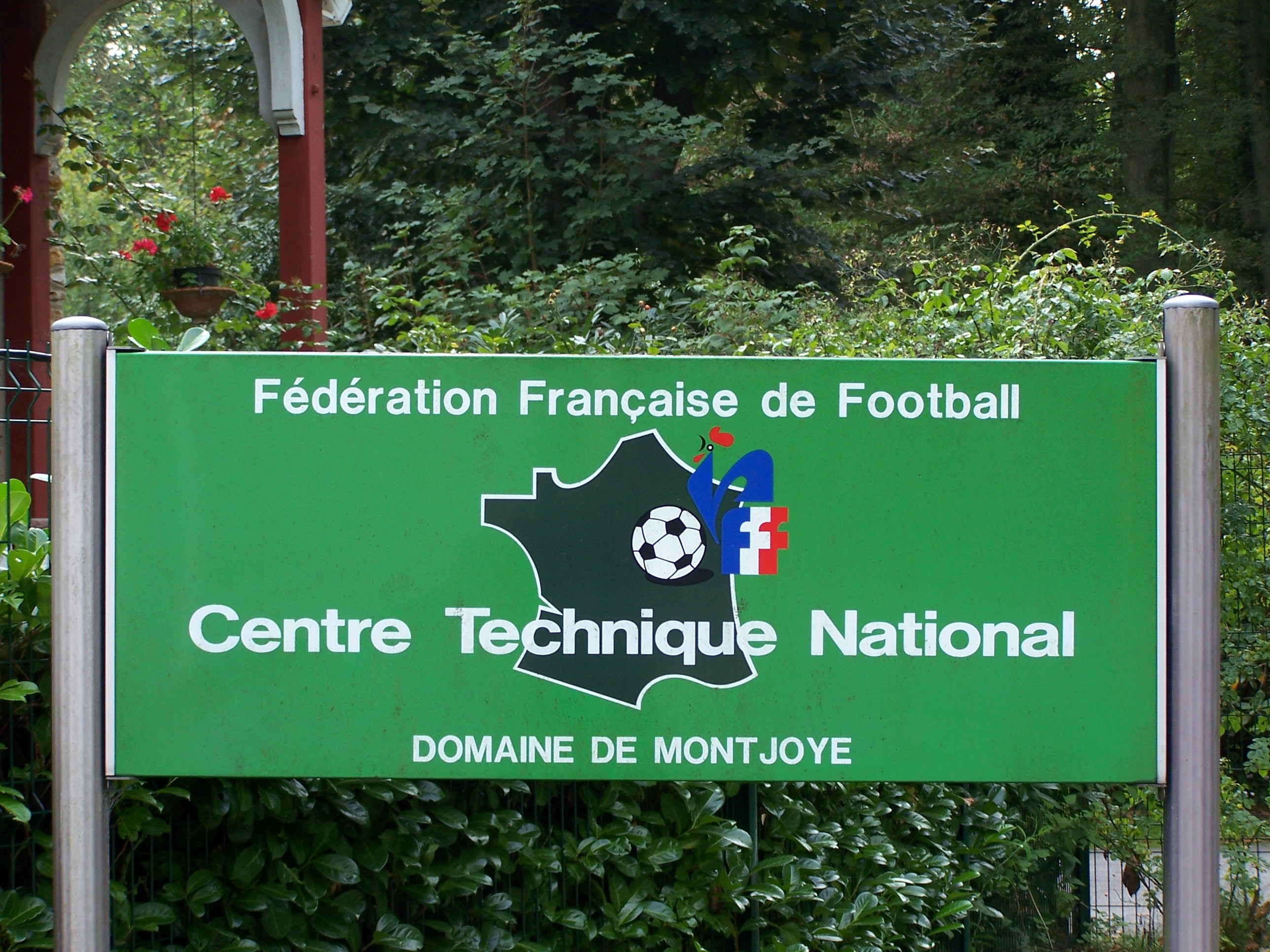
Табличка перед в'їздом в академію
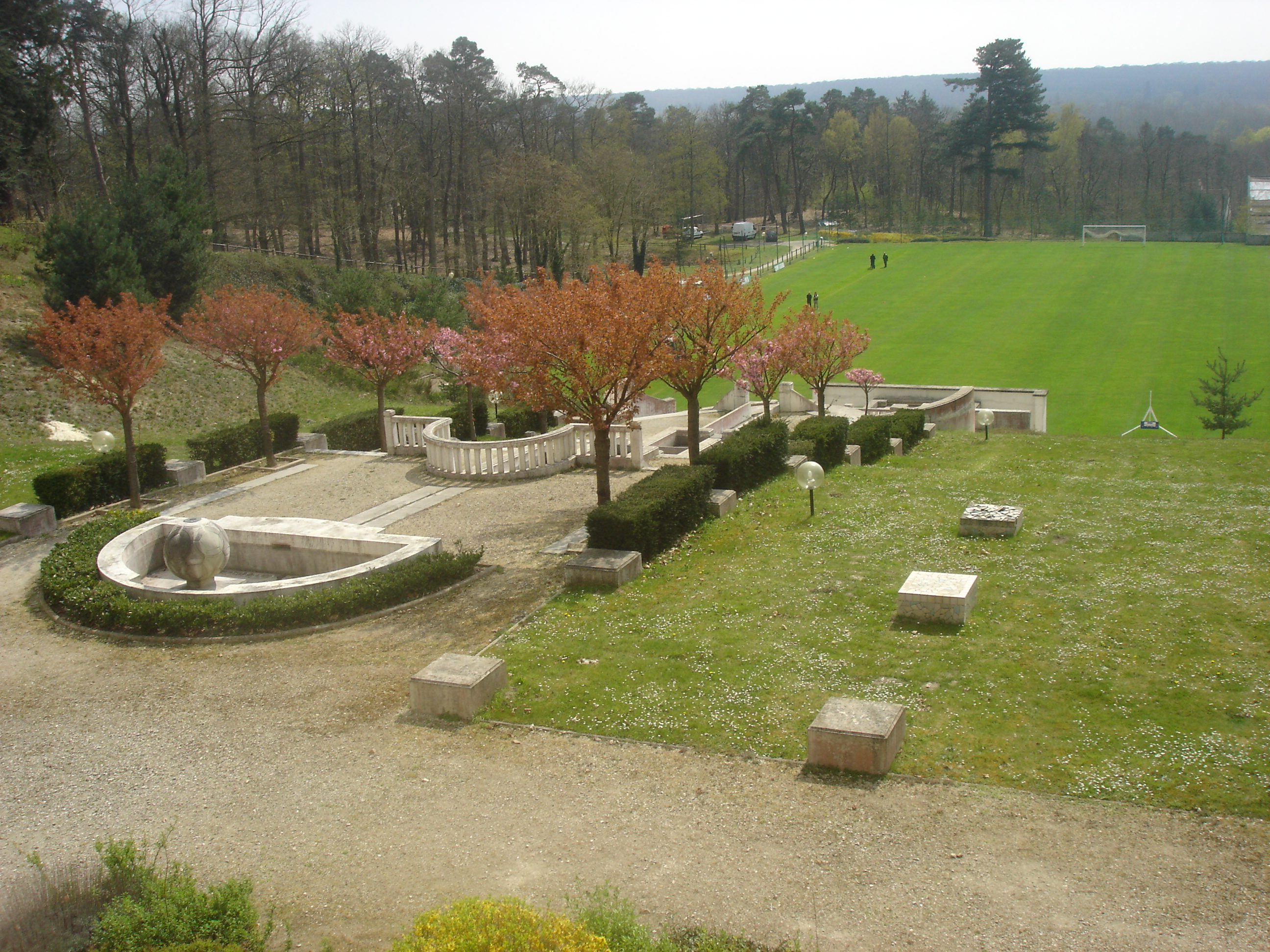
Вид на парк і навчальне поле
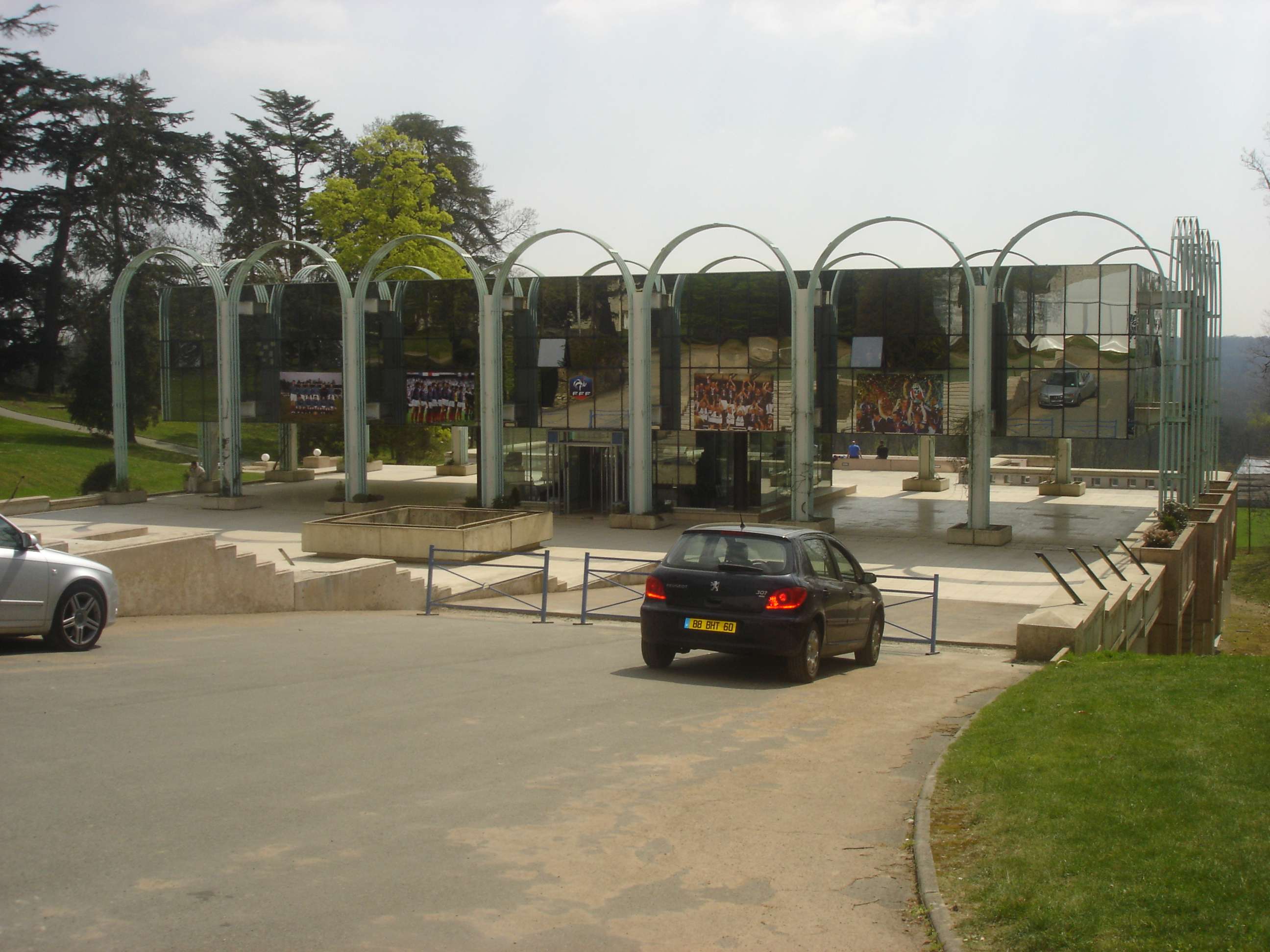
Вхід до академії
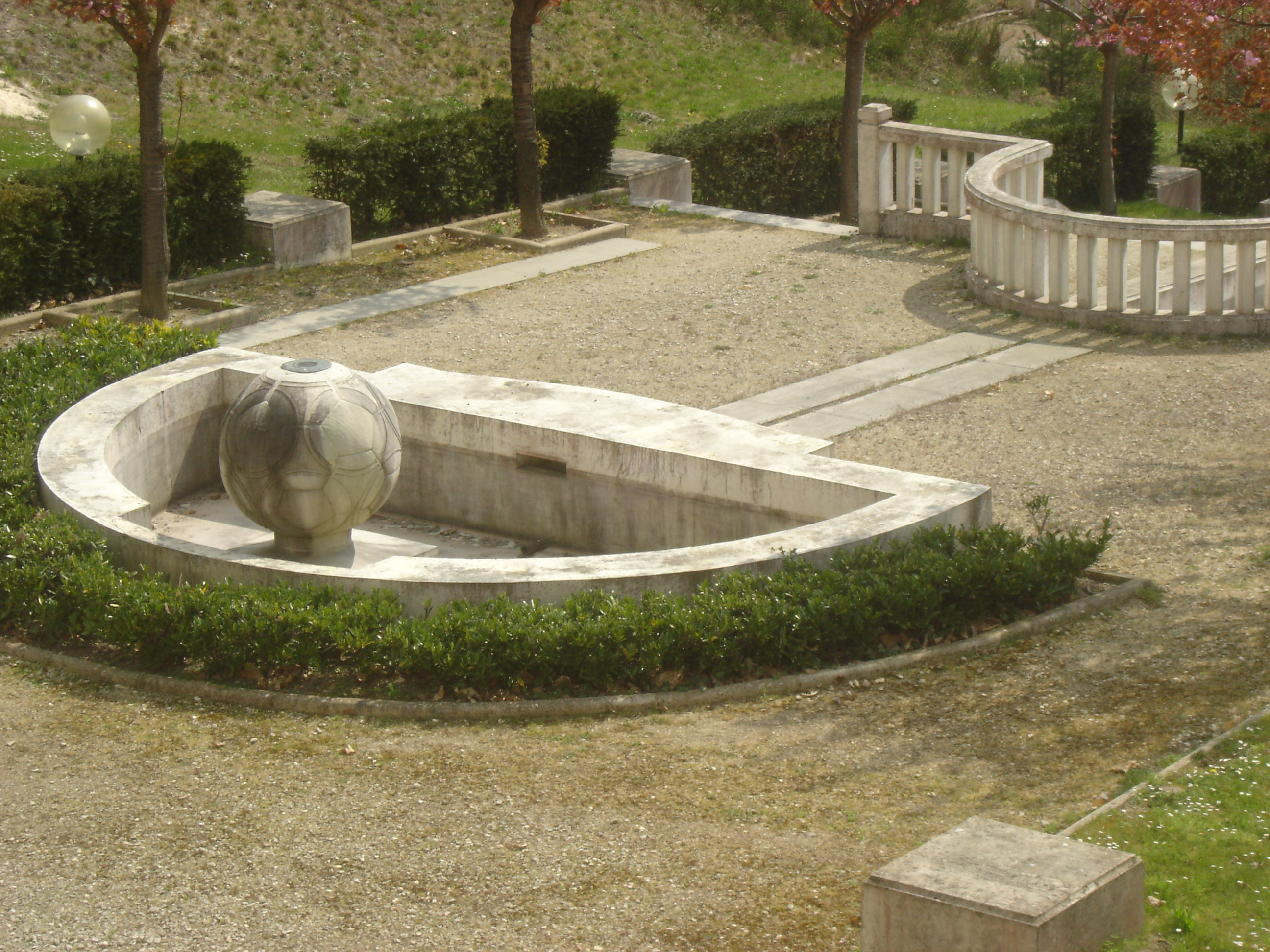
Фонтан
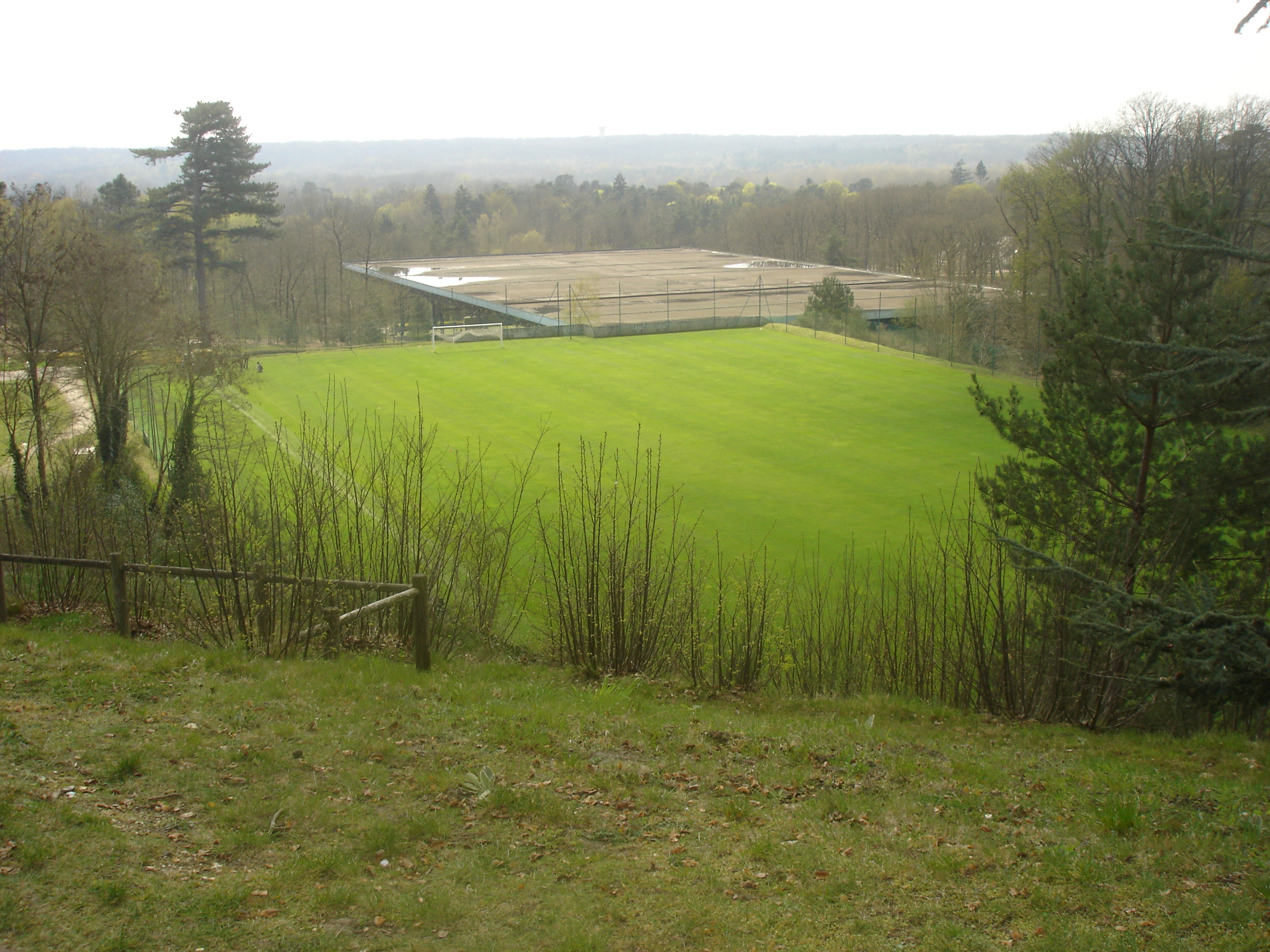
Навчальне поле